# تشاتيسغار
جَتِسْغَار (بالهندستانية: چھتیس گڑھ، [ˈtʃʰət̪ːiːsgəɽʱ]) هي ولاية غير ساحلية في وسط الهند، وهي تاسع أكبر ولاية من حيث المساحة وهي السابعة عشرة من حيث عدد السكان بعدد سكان يبلغ 30 مليون نسمة. تحدها ولاية أتر برديش من الشمال ومدهيا برديش من الشمال الغربي ومهاراشترة من الجنوب الغربي وجهارخاند من الشمال الشرقي وأوديشا من الشرق وأندرا برديش وتلنغانة من الجنوب. كانت الولاية جزءا من ولاية مدهيا برديش حتى فصلت عنها في 1 نوفمبر 2000.
جتسغار هي واحدة من أسرع ولايات الهند نموًا في الهند. يبلغ الناتج المحلي الإجمالي للولاية 5.09 لك كرور روبية هندية (84 مليار دولار أمريكي) (تقديرات 2023-24)، يبلغ نصيب الفرد بها 152348 روبية هندية (2٬500 دولار أمريكي) (تقديرات 2023-24). الولاية غنية بالموارد ففيها ثالث أكبر احتياطي للفحم في البلاد وتزود بقية الهند بالكهرباء والفحم والصلب.

## التسمية
المنطقة كانت تعرف في العصور القديمة باسم داكشينا كوسالا (جنوب كوسالا)، ذكر اسم جَتِسْغَار الحالي في عهد إمبراطورية ماراثا واستخدم أول مرة في الوثائق الرسمية في عام 1795.

## التاريخ
سميت المنطقة في فترة ما بعد الفيدا باسم بوليندا نسبة إلى قبيلة بوليندا التي كانت تسكن المنطقة. عثر في منطقة سورجوجا على عملات معدنية من فترة الإمبراطورية الماورية وإمبراطورية ناندا، وعثر على عدد أقل من العملات الذهبية والفضية في أكالتارا وثاثاري في منطقة بيلاسبور المجاورة. وأيضا في منطقة سيربور.

تحتوي كهوف جوجيمارا على نقش براهمي قديم هو أحد أقدم النقوش المعروفة في الهند. كانت هذه المنطقة تعرف في العصور القديمة باسم داكشينا كوسالا وكما ذكرت هذه المنطقة أيضا في الرامايانا والمهابهاراتا وعثر على أحد أقدم تماثيل فيشنو في مالهار.

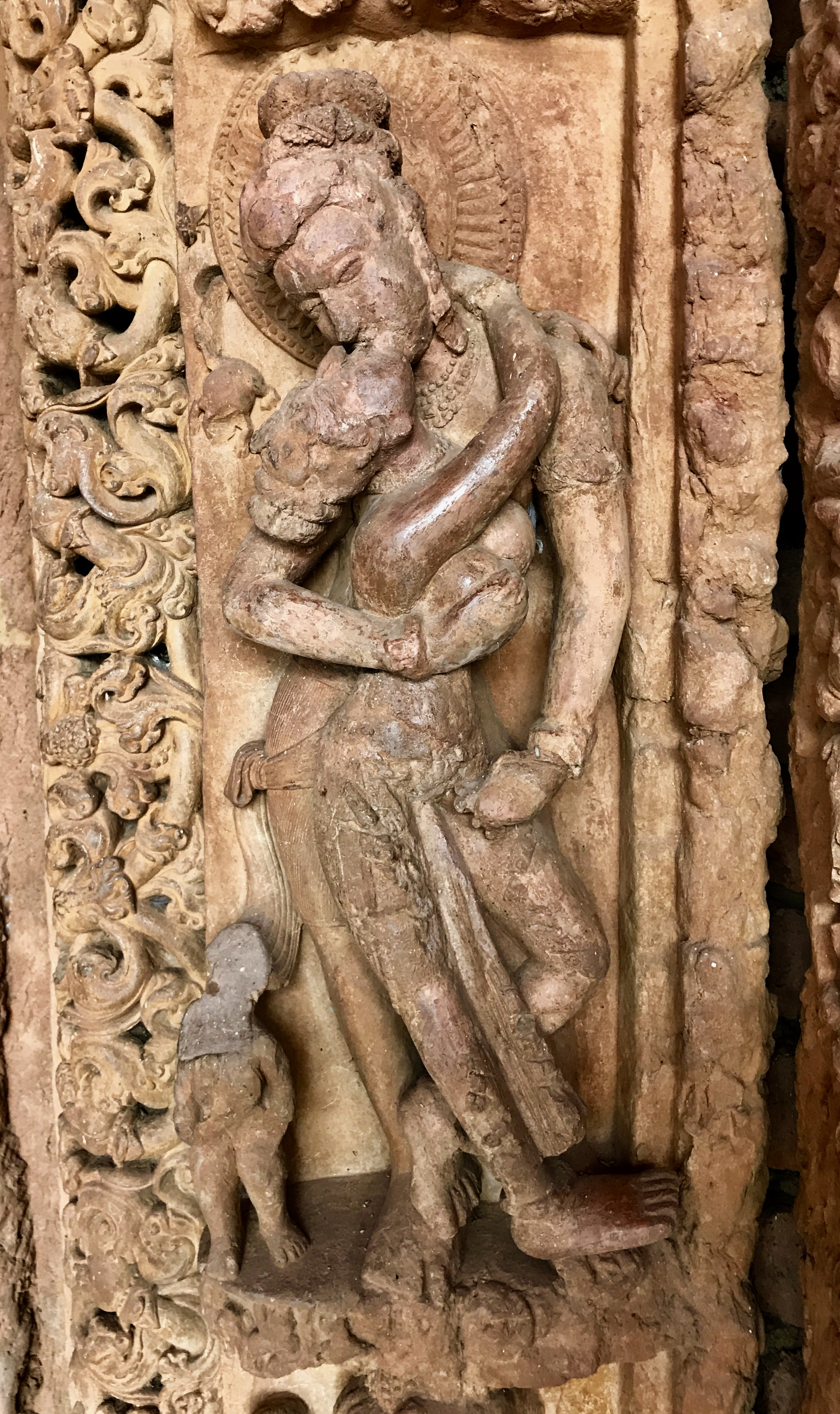
تمثال منحوت في مدينة سيربور يعود للقرون الوسطى

حكمت سلالة شارابهابوريا المنطقة في القرنين الخامس والسادس الميلادي، ثم تبعهم باندوفامشيس ميكالا وداكشينا كوسالا في القرنين السابع والثامن. غزا ملكي سلالة تشولا الحاكمة راجندرا تشولا الأول وكولوثونجا تشولا الأول المنطقة في القرن الحادي عشر. تعاقب على حكم أجزء مختلفة من الولاية سلالة سومافامشي (القرن التاسع حتى القرن الثاني عشر) وكالاشوريس راتنابورا (القرنين الحادي عشر والثاني عشر) وشينداكا ناجا (1023 حتى 1324).
حكمت مملكة هايهايافانشي وسط الولاية في القرن الرابع عشر وسط الولاية وابتعلت على الممالك الأصغر بها مثل كانكر، استمر سلطان هذه المملكة على المنطقة حتى غزتهم إمبراطورية ماراثا في عام 1740 وخضعوا لسلطانهم، ثم ضُمت كليًا إلى إمبراطورية الماراثا في عام 1758 عند وفاة موهان سينغ آخر حاكم مستقل لها. حكم الماراثا الولاية من 1741 إلى 1845. ضمت الولاية لراج البريطاني في عام 1845 وأصبحت جزء من المقاطعات الوسطى التي كانت رايبور عاصمة في عام 1861.
ظهر مطلب إنشاء جتسغار أول مرة في عشرينيات القرن العشرين ودعمت وحدة مؤتمر رايبور هذا المطلب في عام 1924. أصبحت الولاية الحالية بعد استقلال الهند جزء من ولاية مدهيا براديش في عام 1950. كانت بعض المناطق التي تشكل ولاية جتسغار ولايات أميرية تحت الحكم البريطاني ولكن دمجت لاحقا في ولاية مدهيا براديش. عندما أنشئت لجنة تنظيم الدولة في عام 1954 طرح المطلب عليها لكنها رفضتها، وأعيد تقديمه في جمعية ناجبور في ماديا بهارات في عام 1955 ومثل سابقه رفض.
اشتدت حركة الانفصال في تسعينيات القرن العشرين وشُكلت حركة Chhattisgarh Rajya Nirman Manch، بقيادة شاندولال تشادراكار، نظمت الحركة العديد من الإضرابات والاحتجاجات ودعمتها الأحزاب السياسية الرئيسية مثل المؤتمر الوطني الهندي وحزب بهاراتيا جاناتا.
قدمت حكومة التحالف الوطني الديمقراطي مشروع قانون انفصال جتسغار إلى جمعية مدهيا برديش، وافقت الجمعية عليه بالإجماع ثم قدم المقترح إلى البرلمان الهندي، أقر لوك سابها وراجيا سابها القانون. وافق ك. ر. نارايانان رئيس الهند على قانون إنشاء الولاية في 25 أغسطس 2000 وحددت حكومة الهند يوم 1 نوفمبر 2000 يوم إقرار القانون.

## الجغرافيا
تنتشر الجبال في شمال وجنوب الولاية بينما وسطها سهل خصب متوسط ارتفاعه يتراوح بين حوالي 800 إلى 950 قدما (250 إلى 300 متر) فوق مستوى سطح البحر. أعلى نقطة في الولاية هي غورلاتا بالقرب من سامري منطقة بالرامبور رامانجانج. يمر في أقصى شمال الولاية نهر ريهاند أحد روافد نهر الغانج. يمر في وسط الولاية نهر ماهانادي وروافده ونهر شيفناث الذي يبلغ طولها حوالي 300 كم. تفصل تلال مايكال في الغرب حوض ماهانادي العلوي عن حوض نرمادة العلوي وتفصل التلال حوض ماهانادي عن سهول أوديشا في الشرق. أما جنوب الولاية فهو جزء من هضبة الدكن ويمر فيه روافد نهر جودافاري. يسود في الولاية التربة الطينية السوداء والتربة الحمراء المائلة إلى الصفراء.

### الغابات

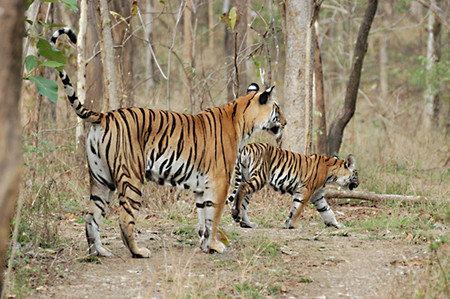
صورة نمور في محمية أشاناكمار-أماركانتاك

تبلغ مساحة الغابات المسجلة في الولاية 59,772 كم مربع أي 44.21% من مساحتها الجغرافية. تشكل الغابات التي يمنع زيارتها 43.13% والمحمية 43.13% في المائة وغير المصنفة 16.65% من إجمالي مساحة الغابات. يوجد في الولاية ثلاث حدائق وطنية وأحد عشر محمية للحياة البرية منتشرة في جميع أنحاء الولاية أشهرها محمية أشاناكمار-أماركانتاك للمحيط الحيوي التي تبلغ مساحتها 383,551 هكتار (3,835.51 كيلومتر مربع؛ 1,480.90 ميل مربع).

### المناخ
تتمتع جتسغار بمناخ استوائي، يكون الجو حارًا ورطبًا في الصيف بسبب قرب الولاية من مدار السرطان، يمكن أن تصل درجات الحرارة في الصيف في تشاتيسجاره إلى 49 درجة مئوية (120 درجة فهرنهايت). يمتد الشتاء من نوفمبر إلى يناير والمناخ فيه لطيف ذو أمطار قليلة. يبدأ موسم الرياح الموسمية من أواخر يونيو إلى أكتوبر وفيه تهطل الأمطار التي يبلغ معدلها 1292 ملم (50.9 بوصة).

## السكان
بلغ عدد سكان الولاية 25,540,198 نسمة في تعداد 2011 عدد الحضر منهم حوالي 5.1 مليون شخص أي 23.4٪ في عام 2011 يتركزون في رايبور وبيلاسبور في وسط الولاية ورايجاره في شرقها. ذكرت حكومة الهند وجود ما لا يقل عن 34٪ من القبائل المجدولة و12٪ من الطوائف المجدولة. يبلغ معدل الإلمام بالقراءة والكتابة 71.04% من السكان معدل الذكور 81.45% ومعدل الإناث 60.99%.
 

يبلغ متوسط التنمية البشرية فيها 0.613 (متوسط) وهو أقل من المتوسط الوطني البالغ 0.647. يوجد تشاتيسجاره نسبة عالية من الإناث إلى الذكور (991).
الدين في تشاتيسغار (2011)
ذكر في تعداد عام 2011 أن 93.25% من سكان تشاتيسجاره هندوس و2.02٪ مسلمون و1.92٪ مسيحيون ويوجد أقليات أصغر من البوذيين والسيخ والجاينين وأتباع الديانات الأخرى.

### اللغة
اللغات في تعداد 2011
بالولاية لغات رسميتان هما اللغة الهندية والتشهاتيسجارية وهي أكثر اللغات انتشارا بالولاية، ويتحدث باللغة الأوريا في شرق تشاتيسجاره خاصة عند حدود أوديشا. توجد أقليات أخرى ناطقة بالتيلوغوية والماراثية. ويوجد في جتسغار العديد من لغات السكان الأصليين، فيتحدث بلغة كوروخ وكوروا في منطقة سورجوجا. وبلغة غوندي في جنوب الولاية ولغات إقليمية أخرى.

## الحكومة
المؤسسة التشريعية بالولاية هي جمعية جتسغار التشريعية ذات الغرفة الواحدة المكونة من 90 مقعد تنتخب الهيئة التشريعية مرة كل خمس سنوات. حاليًا يحكم ابوسان هاريشاندان من حزب بهاراتيا جانات الولاية حاكم الولاية وحزب المعارضة هو المؤتمر الوطني الهندي بقيادة تشاران داس ماهانت.

### التقسيم الإداري
تنقسم الولاية إلى خمسة مناطق تنقسم هي بدورها إلى 33 مقاطعة. فيما يلي قائمة المقاطعات مع المدن الكبرى:

مناطق ومقاطعات الولاية في عام 2020

| المقاطعة                        | العاصمة                 | أكبر مدينة            |
| ------------------------------- | ----------------------- | --------------------- |
| Raipur                          | رايبور                  | رايبور                |
| بيلاس بور                       | بيلاسبور                | بيلاسبور              |
| Durg                            | دورج                    | بهيلاي                |
| Korba                           | Korba                   | Korba                 |
| Raigarh                         | رايجاره                 | رايجاره               |
| Rajnandgaon                     | راجناندجوان             | راجناندجوان           |
| كوريا                           | Baikunthpur             | Baikunthpur           |
| Surguja                         | Ambikapur               | Ambikapur             |
| Balrampur-Ramanujganj           | Balrampur               | Balrampur             |
| جاشبور                          | Jashpur Nagar           | Jashpur Nagar         |
| Surajpur                        | سارج بور                | سارج بور              |
| جانجير تشامبا                   | Janjgir                 | Janjgir-Naila، تشامبا |
| Mungeli                         | Mungeli                 | Mungeli               |
| Kabirdham                       | كاواردا                 | كاواردا               |
| Bemetara                        | Bemetara                | Bemetara              |
| Balod                           | بلود ‏                   | بلود ‏                 |
| Baloda Bazar-Bhatapara          | Baloda Bazar، Bhatapara | Bhatapara             |
| Gariaband                       | Gariaband               | Gariaband             |
| Mahasamund                      | ماهاسموند               | ماهاسموند             |
| Dhamtari                        | دامتري                  | دامتري                |
| بيجابور                         | Bijapur                 | Bijapur               |
| نارين بور                       | Narayanpur              | Narayanpur            |
| Kanker                          | كانكر                   | كانكر                 |
| باستار                          | جاغدالبور ‏              | جاغدالبور ‏            |
| دنته وارا ‏                      | دانتيوادا               | دانتيوادا             |
| Kondagaon                       | Kondagaon               | Kondagaon             |
| Sukma                           | Sukma                   | Sukma                 |
| Gaurela-Pendra-Marwahi          | Gaurella                | Pendra                |
| Manendragarh-Chirmiri-Bharatpur | Manendragarh            | Chirmiri              |
| Mohla Manpur                    | Mohla                   | Mohla                 |
| Sakti                           | Sakti                   | Sakti                 |
| Sarangarh-Bilaigarh             | Sarangarh               | Sarangarh             |
| Khairagarh-Chhuikhadan-Gandai   | Khairagarh              | Khairagarh            |

### المراكز الحضرية
يبين الجدول أدناه المراكز الحضرية التي يزيد عدد سكانها عن 100,000 نسمة حسب تعداد عام 2011.
| مدن الولاية في تعداد 2011 | مدن الولاية في تعداد 2011 | مدن الولاية في تعداد 2011 | مدن الولاية في تعداد 2011 |
| الرتبة                    | المدينة                   | المقاطعة                  | التعداد السكاني           |
| ------------------------- | ------------------------- | ------------------------- | ------------------------- |
| 1                         | رايبور                    | رابيور ‏                   | 1,010,087                 |
| 2                         | بهيلاي دورج               | درغ ‏                      | 1,003,406                 |
| 3                         | بيلاسبور                  | بيلاس بور                 | 717,030                   |
| 4                         | Korba                     | Korba                     | 365,253                   |
| 5                         | Ambikapur                 | Sarguja                   | 214,575                   |
| 6                         | راجناندجوان               | Rajnandgaon               | 163,122                   |
| 7                         | رايجاره                   | Raigarh                   | 150,019                   |
| 8                         | جاغدالبور ‏                | باستار                    | 125,463                   |
| 9                         | Chirmiri                  | كوريا                     | 103,575                   |
| 10                        | دامتري                    | Dhamtari                  | 101,677                   |
| 11                        | ماهاسموند                 | Mahasamund                | 54,413                    |

## الاقتصاد
يقدر الناتج المحلي الإجمالي الاسمي لولاية تشاتيسجاره 5.09 كرور روبية (64 مليار دولار أمريكي) في 2023-24 أي أنها في المرتبة رقم 17 بين ولايات الهند، بلغ معدل نموه 11.2% في 2023-24. بالنسبة للقطاعات فهي تقريبا متساوية فتشكل الزراعة 32% من الاقتصاد والصناعة 32% والخدمات 36% في العام المالي 2023–24.

### الزراعة

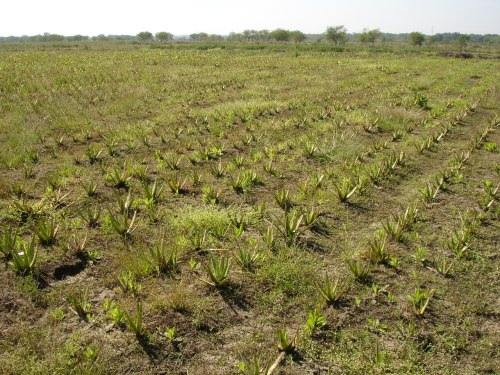
مزرعة صبار في الولاية

الزراعة ركيزة مهمة في اقتصاد الولاية إذ يعمل فيه جزء كبير من سكان الولاية. تبلغ المساحة الصافية المزروعة في الولاية 4.828 مليون هكتار وإجمالي المساحة المزروعة 5.788 مليون هكتار. أغلب المزارعين حتى الآن يستخدمون الطرق التقليدية للزراعة وهو ما له أثار سلبية على نمو المحصول وإنتاجيته. نظام الري في تشاتيسجاره محدود، يوجد في الولاية بعض السدود والقنوات على بعض الأنهار. يبلغ متوسط هطول الأمطار في الولاية حوالي 1400 ملم وتقع الولاية بأكملها ضمن المنطقة المناخية الزراعية للأرز، يؤثر التباين الكبير في هطول الأمطار السنوي بشكل مباشر على إنتاج المحاصيل. تعطي حكومة الولاية أولوية قصوى لتطوير الري.
المحاصيل الرئيسية هي الأرز والذرة والدخن والبقوليات الصغيرة (توار وفول كولثي). كما تزرع البذور الزيتية مثل الفول السوداني وفول الصويا. تزرع حوالي 77% من صافي المساحة المزروعة من الأرز وأغلب هذه المساحة تعتمد على الأمطار وليس أنظمة الري. بسبب الإنتاج الكبير من الأرز تسمى الولاية بوعاء أرز وسط الهند. تعتمد 22% من الأراضي على أنظمة الري في حين أن المتوسط الوطني يبلغ حوالي 40%، تتباين النسب الري بشكل كبير فتبلغ 1.6٪ في مقاطعة باستار بينما تبلغ 75.0٪ في مقاطعة دامتاري. يبلغ معدل نمو المساحات المروية حوالي 0.43٪ كل عام وهو أقل من المتوسط الوطني البالغ 1.0٪ في البلاد ككل. ينمو الري بمعدل منخفض للغاية في تشاتيسجاره وسيستغرق الأمر حوالي 122 عاما للوصول إلى نسبة 75٪ من الأراضي المزرعة تستخدم أساليب الري بمعدل النمو الحالي.

### الصناعة

#### قطاع الطاقة

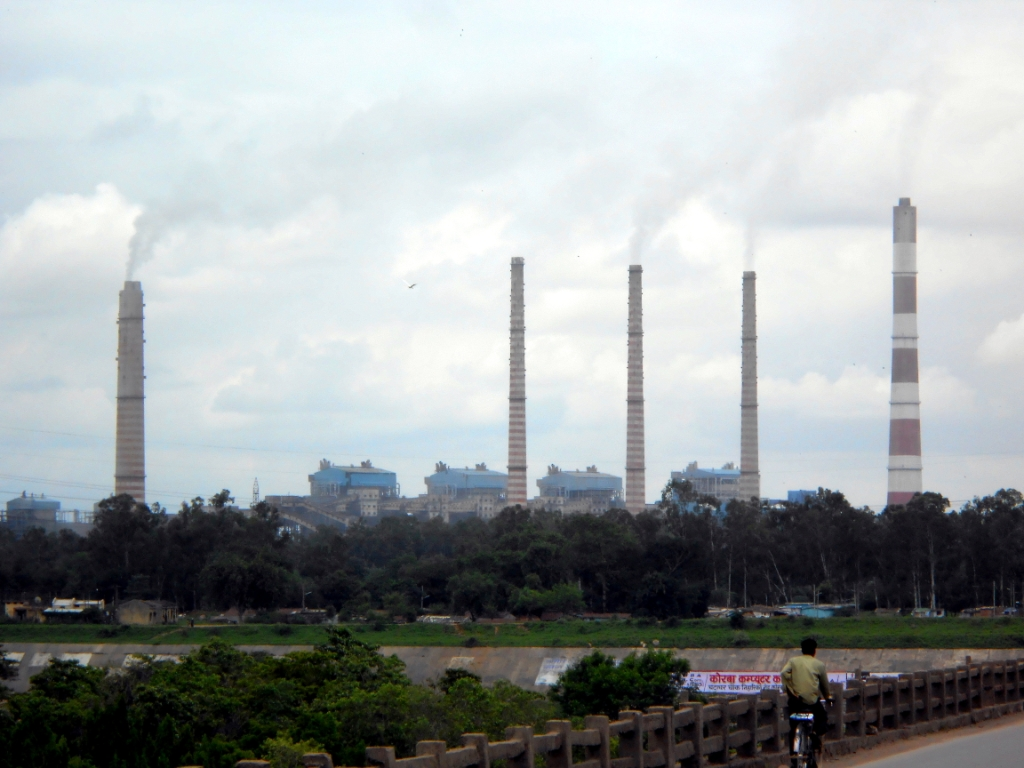
محطة كهرباء كوربا

تشاتيسجاره هي واحدة من الولايات القليلة في الهند التي يتطور فيها قطاع الطاقة بشكل فعال، فلدى الولاية فائض في إنتاج الطاقة تصدره للولايات المجاورة لها. تملك الشركة الوطنية للطاقة الحرارية المحدودة في الولاية محطة سيبات للطاقة الحرارية التي قدرتها الإنتاج 2980 ميجاوات؛ ومحطة لارا الحرارية الفائقة بقدرة 1600 ميجاوات ومحطة كوربا الحرارية الفائقة بقدرة 2600 ميجاوات، هناك أعداد من وحدات التوليد الخاصة الكبيرة والصغيرة. تمتلك الولاية إمكانات إنتاج 61,000 ميجاوات من الفحم وأكثر من 2500 ميجاوات من قدرة الطاقة الكهرومائية، وتستخدم الولاية هذه الإمكانات الهائلة لزيادة قدرة التوليد الحالية.
صناعة الصلب هي واحدة من أكبر الصناعات الثقيلة في تشاتيسجاره. من مصانع الصلب بالولاية مصنع بهيلاي للصلب في بهيلاي والذي سعتها 5.4 مليون طن سنويُا. يوجد أكثر من 100 مصنع لدرفلة الصلب و90 مصنع لإنتاج الحديد الإسفنجي وسبائك حديدية في الولاية. أصبحت اليوم رايبور وبيلاسبور وكوربا ورايغار مركزًا للصلب في تشاتيسجاره. تنتج شركة بهارات للألمنيوم (الآن فيدانتا ريسورسز) في كوربا حوالي 5,700,000 طن من الألومنيوم كل عام.

### التعدين
تنتشر حقول الفحم في وسط الهند وبالأخص مناطق سورجوجا وكوريا (في جتسغار). تنتشر حقول الفحم على مساحة حوالي 5,345 كيلومتر مربع (2,064 ميل2) باحتياطات تقدر 15،613.98 مليون طن. تقع كل الاحتياطات تحت الأرض باستثناء بضعها في شرق حقول الفحم هذه. من أكبر حقول الفحم في الشمال حقل جيليميلي كولفيلد في منطقة سورجوجا المنتشر على مساحة 180 كيلومتر مربع (69 ميل مربع) والتي تقدر إحتياطاته ب 215.31 مليون طن نصفها من الدرجة الأولى. وحقل سونهات الذي تقدر احتياطياته ب 2.67 مليار طن من الفحم. وحقل بسرامبور الذي تقدر احتياطياته ب 1.61 مليار طن من الفحم.
أما جنوب تشاتيسجاره ففه حقول ماند رايغاره وكوربا وهاسدو أراند. يقع ماند رايغاره في منطقة رايغاره على وادي نهر ماند أحد روافد ماهاندي. ينتشر حقل الفحم هذا على مساحة 520 كيلومتر مربع (200 ميل مربع)، وفيه فحم مناسب إنتاج الكهرباء. يبلغ إجمالي الاحتياطيات وفقا لهية المسح الجيولوجي في الحقل 18،532.93 مليون طن، منها 13,868.20 مليون طن على عمق 300 متر و4569.51 مليون طن على عمق 300-600 متر و95.22 مليون طن على عمق 600-1200 متر.

### السياحة
قطاع السياحة مهم بالنسبة لاقتصاد الولاية إذ يوجد فيها العديد من المعالم الأثرية القديمة ومحميات الحياة البرية النادرة والمعابد المنحوتة والمواقع البوذية والقصور وشلالات المياه والكهوف والنقوش الصخرية وهضاب التلال. من هذه المعالم شلالات تشيتراكوت أكبر شلال في الهند والتي تسمى شلالاتنياجرا الهندية. يقام في الولاية أولمبياد تشاتيسجارهيا الذي يتعلق بالألعاب الهندية التقليدية مثل الكابادي وخو خو. اجتذبت النسخة الافتتاحية له في 2022 حوالي 2.6 مليون مشارك (ما يقرب من 10٪ من سكان الولاية).

## النقل

### السكة الحديد

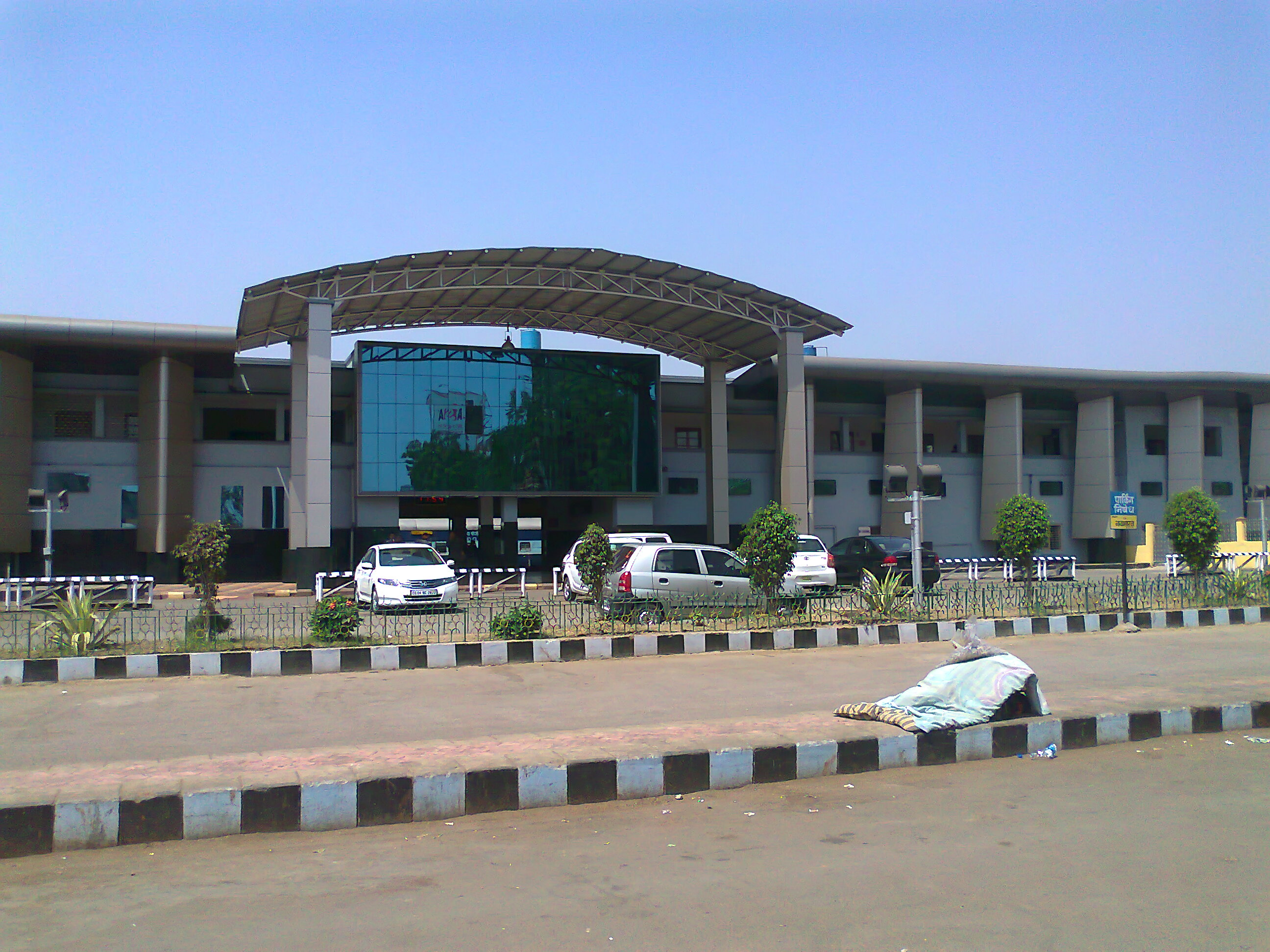
محطة سكة حديد رايبور جانكشن

يبلغ طول شبكة السكك الحديدية في الولاية 1108 كم. تنتشر شبكة السكك الحديدية تقريبا في جميع أنحاء الولاية، تقع الولاية في منطقة السكك الحديدية الجنوبية الشرقية المركزية التي تتمركز في بيلاسبور. كل خطوط السكة الحديدة مهكربة باستثناء خط مارودا بهانوبراتابور الذي يبلغ طوله 120 كم. يوجد ثلاث محطات رئيسة في بيلاسبورودورج ورايبور مربوطة بالمدن الرئيسية في الهند.

### المطارات

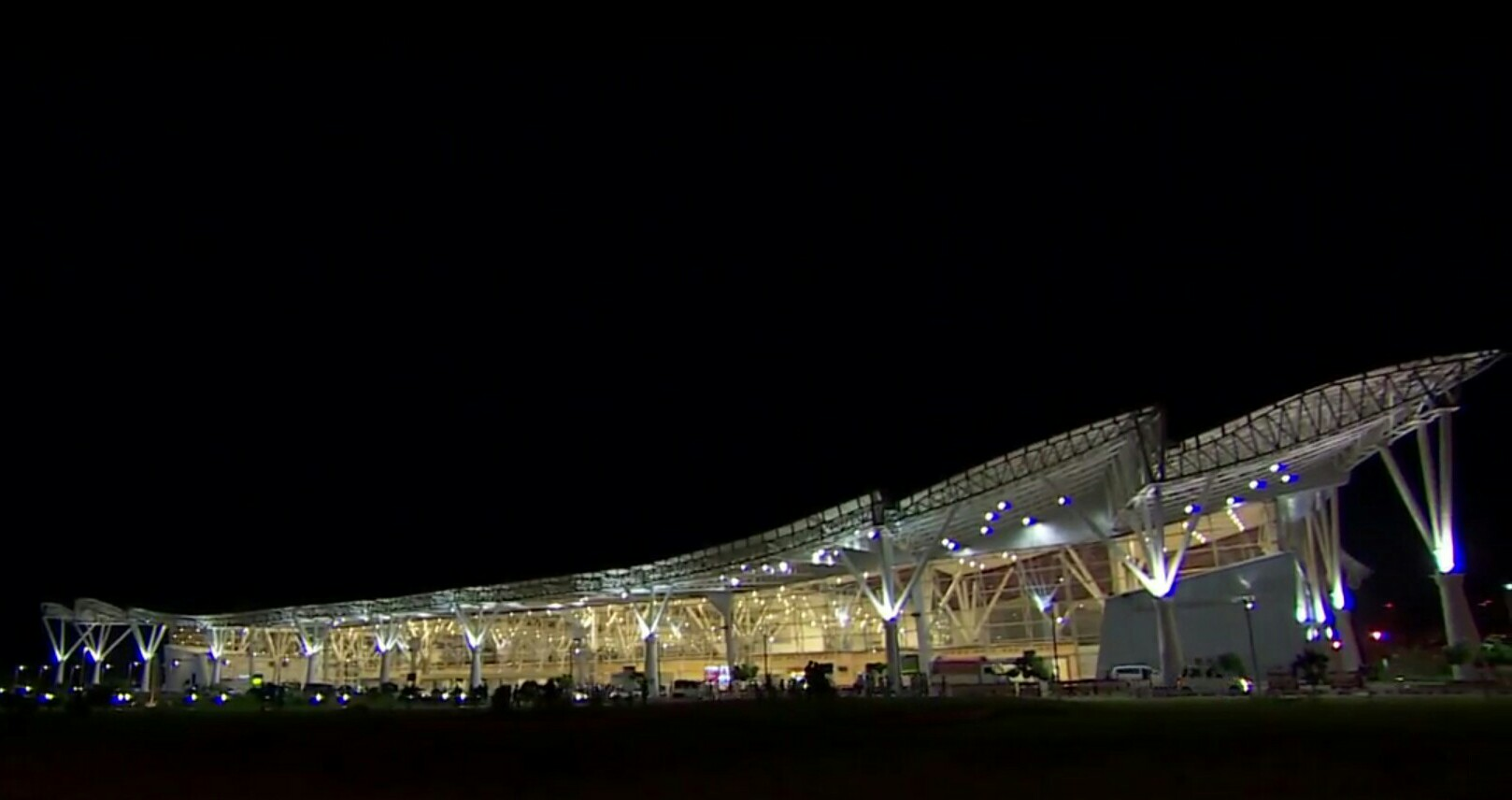
مطار سوامي فيفيكاناندا

المطار الرئيس بالولاية هو مطار سوامي فيفيكاناندا المحلي في رايبور الذي يتصل بجميع المدن الرئيسية في الهند. توجد مطارات أخرى في بيلاسبور وجاغدالبور وأمبيكابور. ساهم التخفيض الهائل في ضريبة المبيعات على وقود توربينات الطائرات من 25 إلى 4% في تشاتيسجاره في عام 2003 في ارتفاع عدد الركاب نمو القطاع بقوة، زاد عدد مستخدمي النقل الجوي بنسبة 58٪ بين عام 2011 ونوفمبر 2012.

## الثقافة

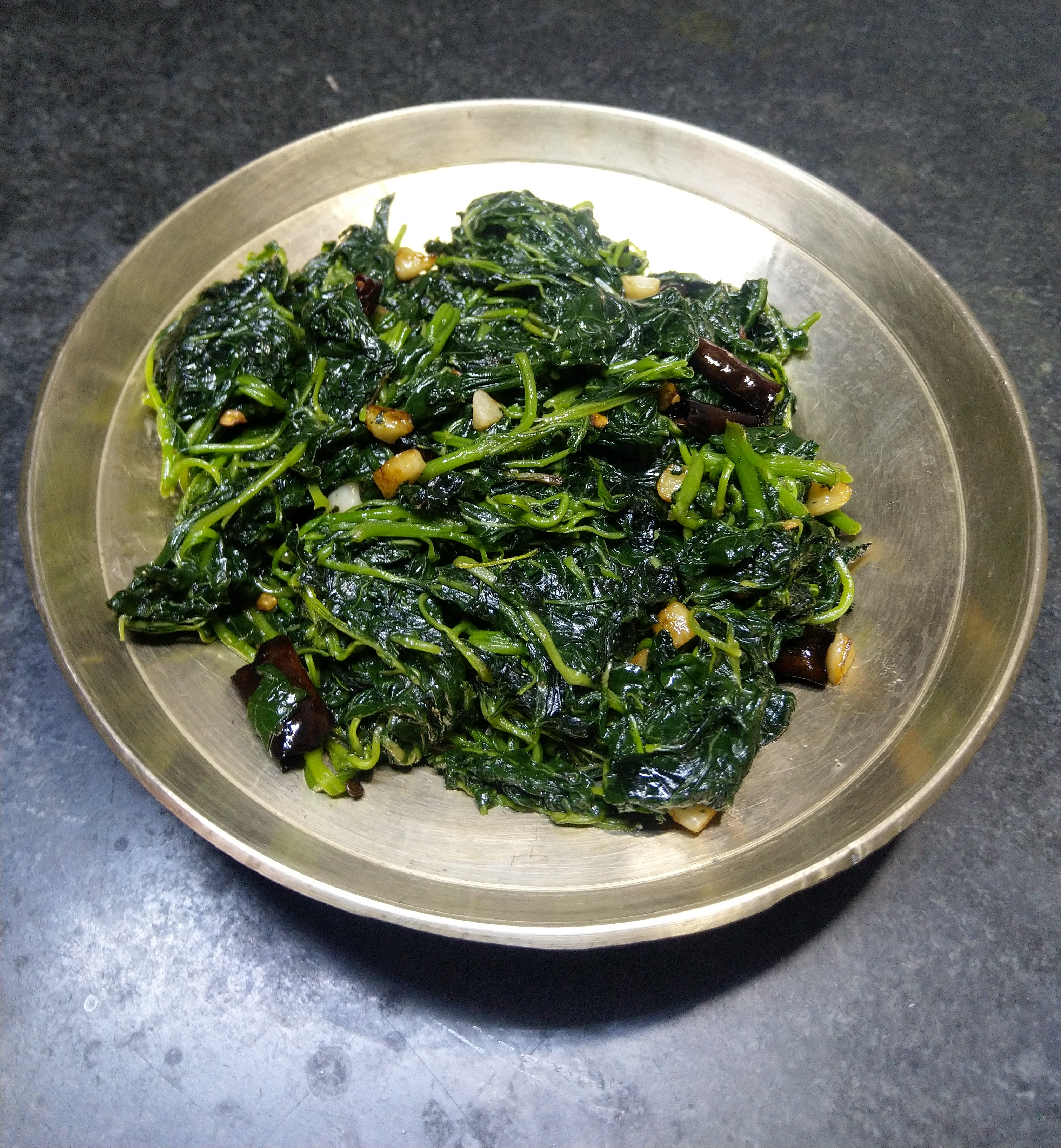
طبق روبا باجي من الولاية

تقام في الدولة العديد من الاحتفالات الدينية مثل ساتنامبانث وكابيربانث ورامنامي ساماج وغيرها، لقرية شامباران أهمية دينية لأنها مسقط رأس الفيلسوف الهندي فالابها الذي يحج إليه أهل كجرات. يرتكز مطبخ جتسغار على الأرز ولديها مطبخ غني. معظم الأطعمة التقليدية مصنوعة من الأرز ودقيق الأرز واللبن الرائب ومجموعة متنوعة من الخضروات الورقية الخضراء. من أطباق الولاية الرئيسية روتي وبهات ودال وصلصة باجي.
توجد في الولاية صناعة سينما جتسغاري التي بدأت في عام 1965 بفيلم كاهي ديبي سانديش الذي أثار الجدل بين طبقات الهند، أما فيلم بهولان المتاهة فهو أول فيلم جتسغاري يفوز بجائزة الفيلم الوطني في عام 2019. غنى محمد رفيع أحد أشهر المطربين الهنود في العديد من أفلام هذه الصناعة مثل غردوار وكاهي ديبي سانديش وبوني كي تشاندا.